# Lacrimas Profundere
Lacrimas Profundere è un gruppo musicale tedesco gothic metal fondato nel 1993.

## Storia del gruppo
La band si è formata nel 1993 a Waging am See per iniziativa del chitarrista Oliver Schmid. Nei primi anni la band sperimenta un sound dalle forti tinte doom metal, accompagnato dall'utilizzo di voce femminile. Con l'ingresso della cantante e violinista Anja Hötzendorfer, il gruppo registrò l'album di debutto, intitolato ... and the Wings Embraced Us nel 1995, ed il successivo La Naissance D'Un Rêve nel 1997. Dopo la realizzazione dei primi due album, il gruppo firmò un contratto con la Napalm Records dalla durata di cinque album. Nel 1999 venne registrato Memorandum, che poròa all'ingresso nella band dell'arpista Ursula Riedl.
Nel 2001 i Lacrimas Profundere incisero Burning: A Wish; quest'album fu il primo a ricevere una certa attenzione da parte della stampa internazionale. Il disco abbandonò in parte il tipico sound del doom metal, per approdare ad un gothic metal di stampo decisamente teutonico, simile, per alcuni versi, alle sonorità proposte da band come i The Vision Bleak. Per la prima volta il gruppo si avvalse di una voce baritonale per il canto. Dopo il buon successo dell'album, il gruppo partì per il primo tour internazionale, che approdò, oltre che in Europa, in America Latina.
I lavori successivi, hanno portato la band ad una buona notorietà internazionale e ad un discreto successo discografico.

## Formazione

### Formazione attuale
- Julian Larre - voce
- Oliver Nikolas Schmid - chitarra
- Peter Kafka - basso e backing vocals
- Tony Berger - chitarra
- Korl Furhmann - batteria

### Ex componenti
- Rob Vitacca - voce (2007 - 2019)
- Christian Freitsmiedl - chitarra (2002 - 2005)
- Daniel Lechner - basso (2003 - 2007)
- Christian Steiner - tastiere (1996 - 2007)
- Wilhelm Wurm - batteria (1999 - 2005)
- Anja Hötzendorfer - voce, violino (1995-1996)
- Manu Ehrlich - chitarra (1996)
- Marco Praschberger - chitarra (1997-2002)
- Markus Lapper - basso (1994-1999)
- Rico Galvagno - basso (2000-2003)
- Eva Stoger - tastiere, flauto (1995-1997)
- Ursula Riedl - arpa (1997)
- Christian Greisberger - batteria (1996)
- Stefan Eireiner - batteria (1997-1998)
- Lorenz Gehmacher - batteria (1999)
- Christopher Schmid - voce (1993 - 2007)

## Discografia

### Album
- 1995 - ... and the Wings Embraced Us
- 1997 - La Naissance D'Un Rêve
- 1999 - Memorandum
- 2001 - Burning: A Wish
- 2002 - Fall, I Will Follow
- 2004 - Ave End
- 2006 - Filthy Notes for Frozen Hearts
- 2008 - Songs for the Last View
- 2010 - The Grandiose Nowhere
- 2013 - Antiadore
- 2016 - Hope is Here
- 2019 - Bleeding the Stars
- 2022 - How to Shroud Yourself with Night

### Singoli
- 2008 - A Pearl

### EP
- 2006 - Again Its Over
- 1997 - The Crown of Leaving
- 1998 - The Embrace and the Eclipse

### Demo
- 1997 - The Crown of Leaving
- 1998 - The Embrace and the Eclipse